# Tre canti su Lenin
Tre canti su Lenin è un documentario del 1934 diretto da Dziga Vertov. 
La pellicola rientra nel "genere" cinematografico del documentario di propaganda e sancì l'apogeo ufficiale del regista sovietico, insieme al suo progressivo isolamento da parte del regime.
Il film è scandito da tre canti popolari dell'Uzbekistan che ne caratterizzano le tre parti: la prima - "Il mio volto era in una buia prigione" - è dedicata al tema della liberazione, la seconda - "Noi l'amavamo" - su Lenin stesso e la terza è incentrata sui propagandistici progressi dell'URSS, con la presenza di interviste ad un'operaia, un colcosiano e una contadina. Lenin viene spesso evocato come il Messia di una rivoluzione mondiale.
Tre canti su Lenin è un documentario "lirico", per il particolare trattamento musicale del materiale d'archivio. A lungo gli studiosi di cinema hanno considerato quest'ultimo film il migliore della produzione vertoviana, anche per il suo immediato successo sia in patria che all'estero. Il regista con quest'opera sembra snaturare tutta la propria attività cinematografica precedente, incentrata su uno sperimentalismo originale ma anche inviso a un regime che sta imponendo, proprio a partire dal 1934, il "realismo socialista".
In realtà Vertov cerca sempre nuove sperimentazioni nel campo documentaristico, e Tre canti su Lenin è in coerenza con questo progetto: per la prima volta il regista ha voluto produrre un'opera d'arte, seguendo intenti puramente estetici; a conferma di quest'ultima considerazione, da ricordare la straordinaria qualità della partitura musicale, orchestrata da Saporin.
Vertov vuole realizzare un progetto di celebrazione politica, vuoto di qualsiasi facile retorica: ciò viene realizzato recuperando una traccia inedita di Lenin, culturalmente determinata dalla musica di commento (basata principalmente su canti popolari orientali).